# Károly Sós
Károly Sós altresì citato come Károly Soós (Budapest, 5 aprile 1909 – Budapest, 3 agosto 1991) è stato un calciatore e allenatore di calcio ungherese di ruolo centrocampista.

## Carriera

### Giocatore
Ha giocato nella prima divisione ungherese.

### Allenatore
Ha allenato varie squadre ungheresi, tra cui si ricordano Újpest, Ferencváros e Honvéd. In seguito allenò la Germania Est dal 14 maggio 1961 al 18 novembre 1967 e l'Ungheria dal 1968 al 1969 (in realtà si è trattato di un ritorno, dato che aveva già allenato questa Nazionale per un breve periodo nel 1957); con la prima Nazionale vinse la medaglia di bronzo ai Giochi olimpici di Tokyo 1964.

## Palmarès

### Allenatore

#### Club
- Coppa Mitropa: 1

Honved: 1959

#### Nazionale
- Bronzo olimpico: 1

Tokyo 1964
- Oro olimpico: 1

Città del Messico 1968